# Долчедо
Долчѐдо (на италиански: Dolcedo; на лигурски: Dusëu, Дузео) е село и община в Северна Италия, провинция Империя, регион Лигурия. Разположено е на 75 m надморска височина. Населението на общината е 1456 души (към 2011 г.).